# Liaoning Guangyuan Football Club
Il Liaoning Guangyuan Football Club (辽宁广原足球俱乐部S, Liáoníng Guǎngyuán Zúqiú JùlèbùP) è stata società calcistica di Singapore che ha militato nella S.League nella stagione 2007-2008

## Rosa
| N. |                 | Ruolo | Calciatore    |
| -- | --------------- | ----- | ------------- |
| 1  | Cina (bandiera) | P     | Haikal Dong   |
| 2  | Cina (bandiera) | D     | Li Xuebai     |
| 3  | Cina (bandiera) | D     | Su Mingtao    |
| 4  | Cina (bandiera) | C     | Xu Wenbin     |
| 5  | Cina (bandiera) | A     | Qu Bo         |
| 6  | Cina (bandiera) | C     | Li Zheng      |
| 7  | Cina (bandiera) | C     | Zhu Kai       |
| 8  | Cina (bandiera) | A     | Zhang Haifeng |
| 9  | Cina (bandiera) | A     | Li Xinyu      |
| 10 | Cina (bandiera) | A     | Tong Di       |
| 12 | Cina (bandiera) | P     | Wang Haoyi    |
| 13 | Cina (bandiera) | C     | Gong Yu       |
| 14 | Cina (bandiera) | C     | Liu Haoming   |
| 15 | Cina (bandiera) | A     | Xu Kun        |